# Кобеляцька міська рада
Кобеляцька міська рада — орган місцевого самоврядування у Кобеляцькому районі Полтавської області з центром у місті Кобеляки. Окрім міста Кобеляки раді не підпорядковано більше населених пунктів.

## Географія
Територією, що підпорядкована міській раді, протікає річка Ворскла.

## Влада
Загальний склад ради — 30.
Міські голови (голови міської ради)
- Ісип Олександр Михайлович[1] (26.03.2006 — 31.10.2010, 31.10.2010 — 29.10.2015)
- Копелець Олександр Олександрович (29.10.2015 - до сьогодні )

## Населення
- 2001 — 11 968
- 2013 — 10 200